# Airolo
Airolo é uma comuna da Suíça, no Cantão do Tessino, com cerca de 2.032 habitantes. Estende-se por uma área de 94,5 km², de densidade populacional de 21.5 hab/km². Confina com as seguintes comunas: Andermatt (UR), Bedretto, Hospental (UR), Lavizzara, Quinto, Realp (UR), Tujetsch (GR).

## História
A comuna já era habitada nos séculos II e III, conforme indicam tumbas romano-barbáricas descobertas na fração de Madrano.
A história da cidade é sempre ligada ao comércio realizado através do Passo de San Gottardo. 
A língua oficial nesta comuna é o Italiano.